# Réclusion à mort
 (janvier 2014).
Si vous disposez d'ouvrages ou d'articles de référence ou si vous connaissez des sites web de qualité traitant du thème abordé ici, merci de compléter l'article en donnant les références utiles à sa vérifiabilité et en les liant à la section « Notes et références ».
Pour plus de détails, voir Fiche technique et Distribution.
Réclusion à mort (Chains of Gold) est un film dramatique américain réalisé par Rod Holcomb, sorti en 1991.

## Synopsis
Scott Barnes travailleur social, est déterminé à sauver un jeune garçon, Tommy, qui vend de la drogue. La seule manière d’aider Tommy est d’infiltrer le réseau mafieux de l’intérieur...

## Fiche technique
- Titre original : Chains of Gold
- Titre français : Réclusion à mort ; Les Seigneurs de la ville (titre alternatif)
- Réalisation : Rod Holcomb
- Scénario : John Petz, Linda Favila, Anson Downes, John Travolta
- Photographie : Bruce Surtees, Dariusz Wolski
- Musique : Trevor Jones
- Production : Jonathan D. Krane, Don Schain
- Société de distribution : Metro-Goldwyn-Mayer
- Pays de production:  États-Unis
- Langue : Anglais
- Format : Couleur
- Genre : Film dramatique, Action, Thriller
- Durée : 95 minutes
- Dates de sortie : 
  - États-Unis : 15 septembre 1991
  - France : ?

## Distribution
- John Travolta : Scott Barnes
- Marilu Henner : Jackie
- Joseph Lawrence : Tommy
- Bernie Casey : Sergent Falco
- Hector Elizondo : Lieutenant Ortega
- Benjamin Bratt : Carlos
- Ramón Franco : James
- Tammy Lauren : Rachel Burke